# Ernst Witt

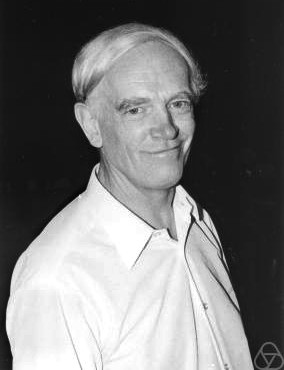
Ernst Witt en Niza, 1970

Ernst Witt (isla de Alsen, 26 de junio de 1911 - Hamburgo, 3 de julio de 1991) fue un matemático alemán, uno de los principales algebristas de su tiempo.

## Biografía
Witt nació en la isla báltica de Als o Alsen, en la costa de Schleswig, hoy danesa, pero entonces parte del Imperio alemán, hijo de un muy religioso maestro de escuela, Heinrich Witt, y de Charlotte Jepsen. Muy poco tiempo después él y su familia se trasladaron a China, donde el padre ya había estado como misionero, y no regresó a Europa hasta que ya tenía nueve años. Heinrich Witt se convirtió en jefe de la Misión Liebenzell en Changsha, y Ernst pasó nueve años de su vida en China con su hermana mayor y cuatro hermanos menores. Aprendió chino de las niñeras chinas empleadas para cuidar a los niños, y también aprendió aritmética de su padre. En la primavera de 1920, Ernst y su hermano menor Otto fueron enviados a vivir con su tío paterno, un pastor protestante, en Müllheim, en cuya Realschule empezó a destacar en química y matemáticas. Luego marchó a Friburgo en 1927, donde, ya con su familia original, que había conseguido dos años de licencia en Europa, asistió a la Oberrealschule. Tuvo allí un profesor, Karl Öttinger, que rápidamente se dio cuenta del extraordinario talento matemático de su alumno e hizo todo lo posible para permitirle avanzar rápidamente en la materia. En 1929, el padre de Witt regresó a China dejando a todos sus hijos en Alemania. 
Después de su educación elemental, Witt fue a la Universidad de Friburgo a estudiar matemáticas y física, con profesores como Alfred Loewy y Oskar Bolza entre otros, y después (1930) en la Universidad de Gotinga. Allí frecuentó a Gustav Herglotz y a Emil Artin. En 1931 ya había publicado su primer artículo sobre matemáticas avanzadas. El uno de mayo de ese mismo año se unió al NSDAP (el partido nazi) y también a su rama militar SA, según se dice incitado por Oswald Teichmüller. Fue un miembro activo dentro del mismo, aunque el informe del curso obligatorio de nacionalsocialismo para profesores de 1937 atestiguó que era en cuestiones ideológicas "el típico científico indiferente". Witt completó en 1934 su doctorado en Gotinga con la ayuda de la judía Emmy Noether, que había sido despedida de su cátedra pero daba clases particulares en su casa; el título de su tesis fue Riemann-Rochscher Satz und Z-Funktion im Hyperkomplexen; publicó su tesis en 1934 en Mathematische Annalen. Se convirtió en profesor de la universidad. Entonces formaba parte de un equipo dirigido por Helmut Hasse, que había sido nombrado catedrático en 1934.
Durante la Segunda Guerra Mundial fue enviado al frente ruso como operador de radio, pero enfermó y fue enviado de vuelta; se unió a un grupo de cinco matemáticos reclutados por Wilhelm Fenner (Georg Aumann, Alexander Aigner, Oswald Teichmüller, Johann Friedrich Schultze y su profesor y líder Wolfgang Franz) para formar la columna vertebral del nuevo departamento de investigación matemática a fines de la década de 1930, que eventualmente se llamaría Sección IVc del Departamento de Cifrado del Alto Mando de la Wehrmacht (abreviado OKW / Chi)
Desde 1937 hasta 1979 enseñó en la Universidad de Hamburgo, pero en el proceso de desnazificación fue expulsado de su cátedra en Hamburgo, pese a los muchos informes favorables de sus colegas; al fin fue rehabilitado en abril de 1947. Publicó dos trabajos en 1941, Spiegelungsgruppen und Aufzählung halbeinfacher Liescher Ringe y Eine Identität zwischen Modulformen zweiten Grades; solo en 1949  publicó Rekursionsformel für Volumina sphärischer Polyeder. Dio una conferencia en España y, como consecuencia de estas conferencias, publicó dos trabajos expositivos en español: Sobre el teorema de Zorn (1950) y Matemáticas intuicionistas (1951). Entre otros viajes, generalmente para impartir cursos de conferencias, hay que mencionar Roma (diciembre de 1952 a abril de 1953), Barcelona (otoño de 1953) y Estambul (primavera de 1958). Pasó el año académico 1960-61 en el Instituto de Estudios Avanzados de Princeton en los Estados Unidos. Se cuenta que Witt siempre fue enteramente honesto y muchas anécdotas sobre su proverbial ingenuidad.
Era de salud muy delicada y desde 1969, sufría de alergias a varios detergentes y adhesivos para papeles pintados y alfombras. Se quejaba de mareos y de padecer una disminución de la capacidad de concentración. Debido a estos problemas tuvo que rechazar varias invitaciones para hablar en casa y en el extranjero, y en 1975 experimentó un leve derrame cerebral. Murió en Hamburgo en 1991, poco después de cumplir 80 años.

## Aportaciones
El trabajo de Witt fue muy influyente. Su invención de los vectores de Witt aclara y generaliza la estructura de los números p-ádicos. Se ha convertido en fundamental para la teoría p-adica de Hodge.
Witt fue el fundador de la teoría de las formas cuadráticas sobre un cuerpo arbitrario. Probó varios de los resultados clave, incluido el teorema de cancelación de Witt. Definió el anillo de Witt de todas las formas cuadráticas sobre un cuerpo, ahora un objeto central en la teoría.
El teorema de Poincaré–Birkhoff–Witt es básico para el estudio de las álgebras de Lie. En geometría algebraica, la matriz de Hasse-Witt de una curva algebraica sobre un cuerpo finito determina los revestimientos étale cíclicos de grado p de una curva en la característica p.
En la década de 1970, Witt afirmó que en 1940 había descubierto el que eventualmente se llamaría "retículo de Leech" muchos años antes de que John Leech lo descubriera oficialmente en 1965; pero Witt no publicó su descubrimiento, y los detalles de lo que hizo no están claros (véanse sus Obras reunidas, 1998, pp. 328–329).

## Obras
- Witt, Ernst (1998), Kersten, Ina (ed.), Collected papers / Gesammelte Abhandlungen, Berlin / New York: Springer Verlag, ISBN 978-3-540-57061-5.